# Ізвору (комуна)
Ізвору (рум. Izvoru) — комуна у повіті Арджеш в Румунії. До складу комуни входить єдине село Ізвору.
Комуна розташована на відстані 82 км на захід від Бухареста, 43 км на південь від Пітешть, 101 км на схід від Крайови, 136 км на південь від Брашова.

## Населення
За даними перепису населення 2002 року у комуні проживали 2662 особи.
Національний склад населення комуни:
| Національність | Кількість осіб | Відсоток |
| -------------- | -------------- | -------- |
| румуни         | 2550           | 95,8%    |
| цигани         | 111            | 4,2%     |
| угорці         | 1              | < 0,1%   |

Рідною мовою назвали:
| Мова      | Кількість осіб | Відсоток |
| --------- | -------------- | -------- |
| румунська | 2656           | 99,8%    |
| циганська | 6              | 0,2%     |

Склад населення комуни за віросповіданням:
| Релігія       | Кількість осіб | Відсоток |
| ------------- | -------------- | -------- |
| православні   | 2660           | 99,9%    |
| п'ятдесятники | 2              | 0,1%     |